# 兹比涅克·米哈莱克
兹比涅克·米哈莱克（捷克語：Zbyněk Michálek，1982年12月23日—），捷克男子冰球运动员。他曾代表捷克参加2010年和2014年冬季奥林匹克运动会冰球比赛，分别获得第七名和第六名。

## 家庭
弟弟米兰·米哈莱克。